# Танковое (Бахчисарайский район)
Та́нковое (до 1945 года Бию́к-Сюре́нь; укр. Танкове, крымскотат. Büyük Süyren, Буюк Сюйрен) — село в Бахчисарайском районе Республики Крым, в составе Куйбышевского сельского поселения (согласно административно-территориальному делению Украины — Куйбышевского поселкового совета Бахчисарайского района Автономной Республики Крым).

## Население
| 2001 | 2014  |
| ---- | ----- |
| 1481 | ↗1639 |

Всеукраинская перепись 2001 года показала следующее распределение по носителям языка:
| Язык             | Число жит. | Процент |
| ---------------- | ---------- | ------- |
| русский          | 1136       | 76,70   |
| крымскотатарский | 248        | 16,75   |
| украинский       | 88         | 5,94    |
| белорусский      | 4          | 0,27    |
| армянский        | 3          | 0,2     |

### Динамика численности
| - 1520 год — 63 семьи - 1542 год — 43 семьи - 1805 год — 148 чел. - 1864 год — 93 чел. - 1887 год — 124 чел. - 1892 год — 36 чел. - 1902 год — 36 чел. - 1915 год — 79/9 чел. | - 1926 год — 364 чел. - 1939 год — 598 чел. - 1944 год — 583 чел. - 1989 год — 1490 чел. - 2001 год — 1481 чел. - 2009 год — 1388 чел. - 2014 год — 1639 чел. |

## Современное состояние
В Танковом 21 улица, площадь, занимаемая селом, 93.4 гектара, на которой в 500 дворах, по данным сельсовета на 2009 год, числилось 1388 жителей. В селе действует средняя общеобразовательная школа, Крымская гимназия-интернат для одарённых детей, имеется мечеть. Действует фельдшерско-акушерский пункт, сельский клуб, работает АЗС, винодельческое предприятие «Винный дом Фотисаль». Танковое связано автобусным сообщением с Бахчисараем, Севастополем и Симферополем.

## География
Танковое расположено на юге центральной части района, у начала Второй Гряды Крымских гор, в начале горной части Бельбекской долины, на правом берегу реки Бельбек, в среднем её течении, высота центра села над уровнем моря 129 м. До Бахчисарая от села около 14 километров, ближайшая железнодорожная станция — Сирень в 6,5 километра. Через село проходит автодорога 35К-020 Бахчисарай — Ялта (по украинской классификации — Т-0117), через Ай-Петри, по которой до Ялты 69 километров.
Недалеко от Танкового Бельбек прорезал во Внутренней гряде грандиозный Бельбекский каньон или Бельбекские Ворота, шириной до 300 м и 160 метровой глубины с вертикальными 70-метровыми стенами, сложенными известняком, мергелем и песчаником. В 1975 году участок долины площадью в 100 га объявлен комплексным памятником природы общегосударственного значения Бельбекский каньон.

## История
О древней истории села известно, что в конце II, начале III веков нашей эры на месте Танкового уже существовало сарматское поселение, судя по размерм некрополя, довольно значительное для того времени.

### ФеодороиОсманская империя
Ранее Танковое называлось Биюк-Сюрень. Название села происходит от Сюйренской крепости, развалины которой находятся в трёх километрах к юго-западу от села. Считается, что Сюйрен — это Сциварин,
(Шиварин) упоминаемый в XVI—XVII веках Мартином Броневским и Эмиддио Дортелли д’Асколи. Время возникновения Биюк-Сюрени не выяснено (мезолитическая стоянка человека Сюрень и таврское поселение на окраине села — интересные памятники, но к собственно истории села, скорее, не относятся). С большой вероятностью появление поселения можно соотнести со временем строительства Сюйренской крепости — VI век (хотя обычно крепости строились в уже обжитых районах, так что окружающие сёла могут быть старше).
В средние века село входило в состав Феодоро, являясь, видимо, самым северо-западным населённым пунктом княжества. После падения Мангупа в 1475 году земли феодоритов отошли к Османской империи, включённые в состав Мангупского кадылыка санджака Кефе (до 1558 года, в 1558—1774 годах — эялета) и село упоминается в материалах переписей Кефинского санджака 1520 года, как селение Сюрен, относящееся к Инкирману (вероятно, вначале это был отдельный кадылык), которое было полностью христианским, в котором числилось 58 полных семей и 5 — потерявших мужчину-кормильца. По переписи 1542 года в селении, уже приписанном к Мангупскому кадылыку, числилось 38 полных семей, 33 неженатых взрослых мужчины и 5 «овдовевших», все, в обоих случаях, немусульмане. По налоговым ведомостям 1634 года в селении числилось 23 двора немусульман, в том числе переселившихся из селений Камаре, Бахадыр и Маркура по 2 двора, Мисхора и Папа Никола — по одному. Из Бюйюйк Сюрени выселились жители 14 дворов: в Бешев, Кубу, Кучук Мускомью, Майрам и Улу Салу по 1 двору, в Керменчик — 5 и в Коуш 4 двора. В джизйе дефтера Лива-и Кефе (Османских налоговых ведомостях) 1652 года в Бийук Севрен перечисляются имена и фамилии 7 налогоплательщиков греков-христиан, подданных султана. По свидетельству Эвлии Челеби, в XVII веке Сюйрени находился один из ханских дворцов с «прекрасно украшенными комнатами».

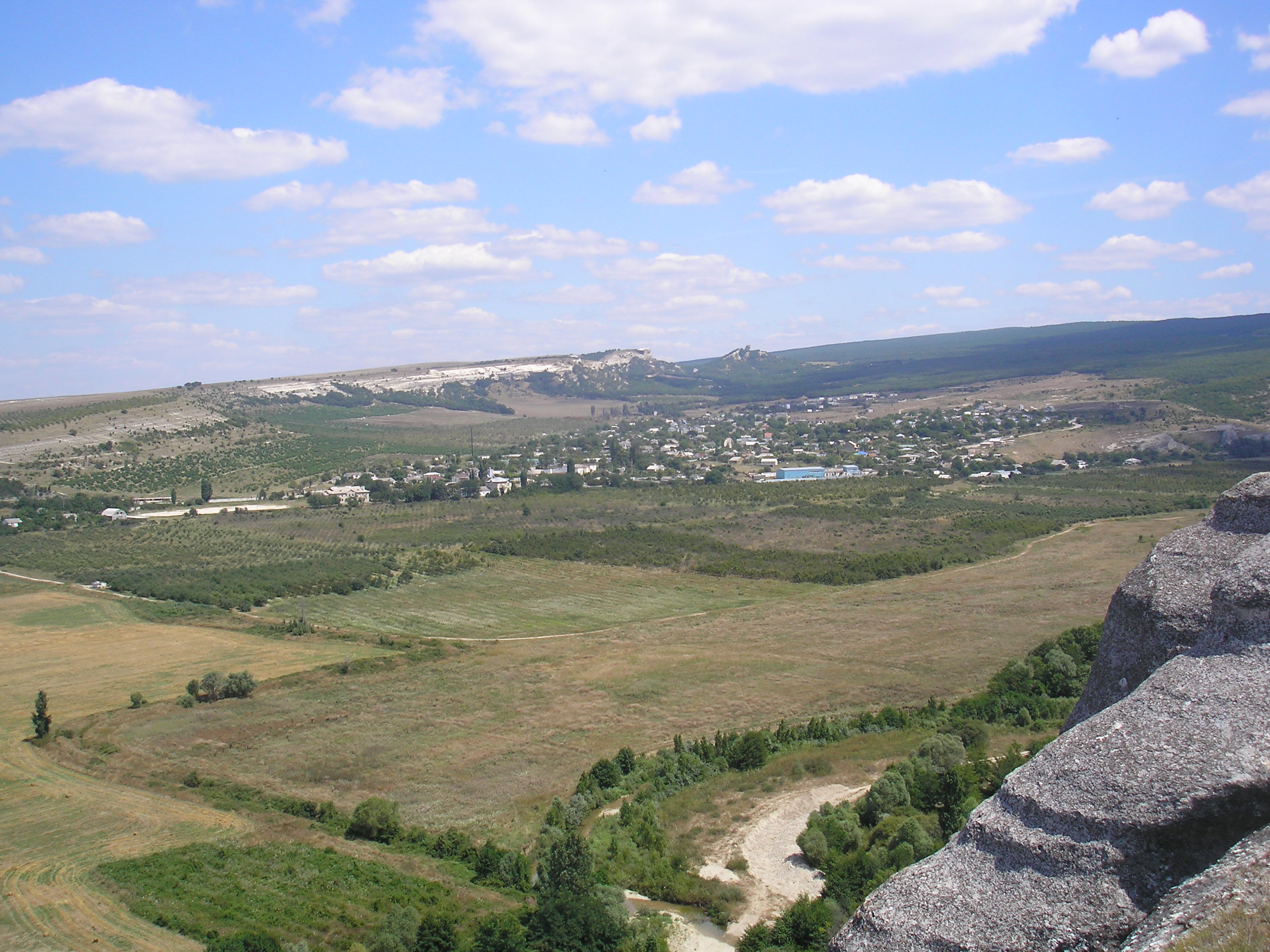
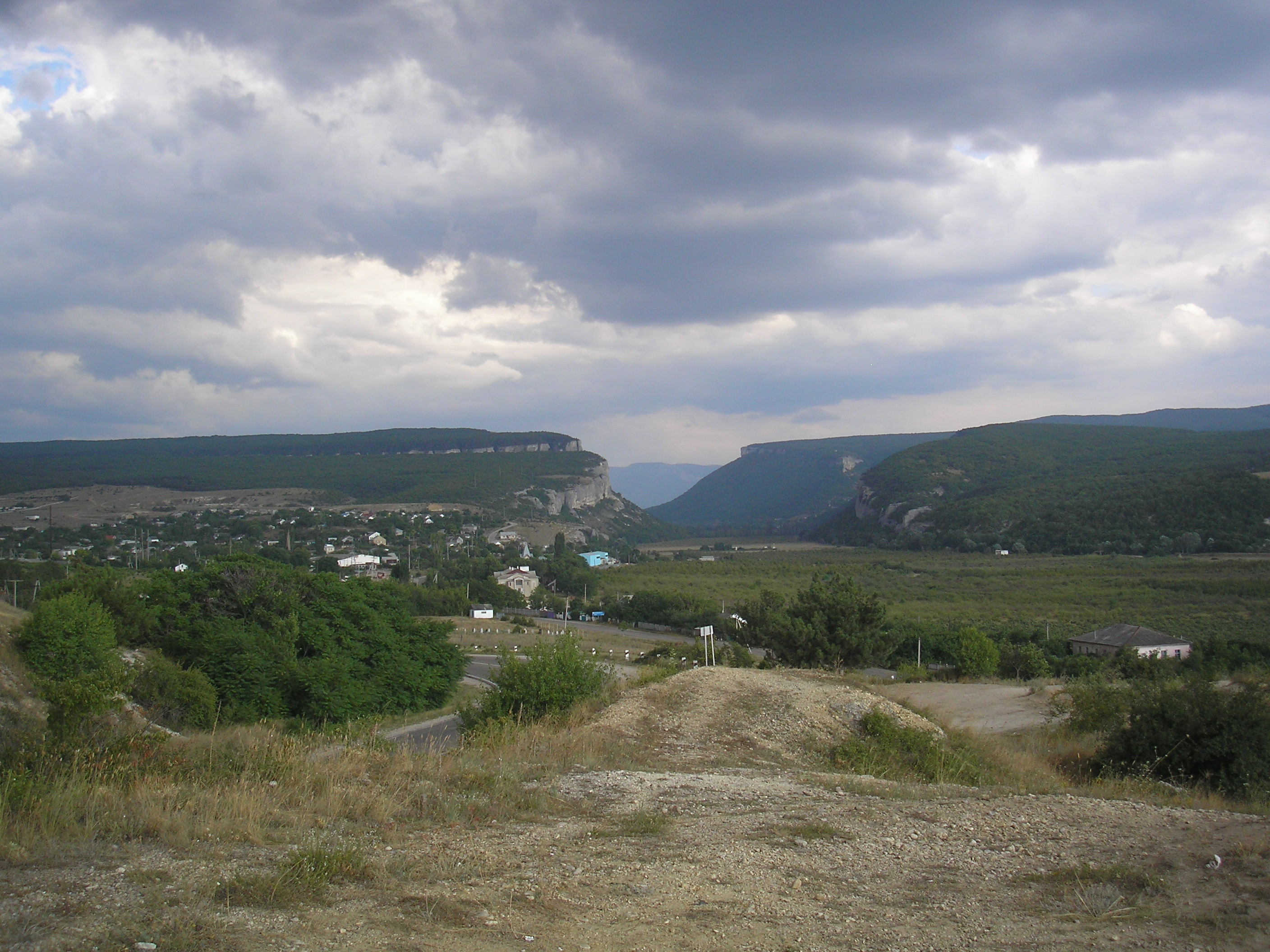
Танковое на фоне Бельбекских ворот
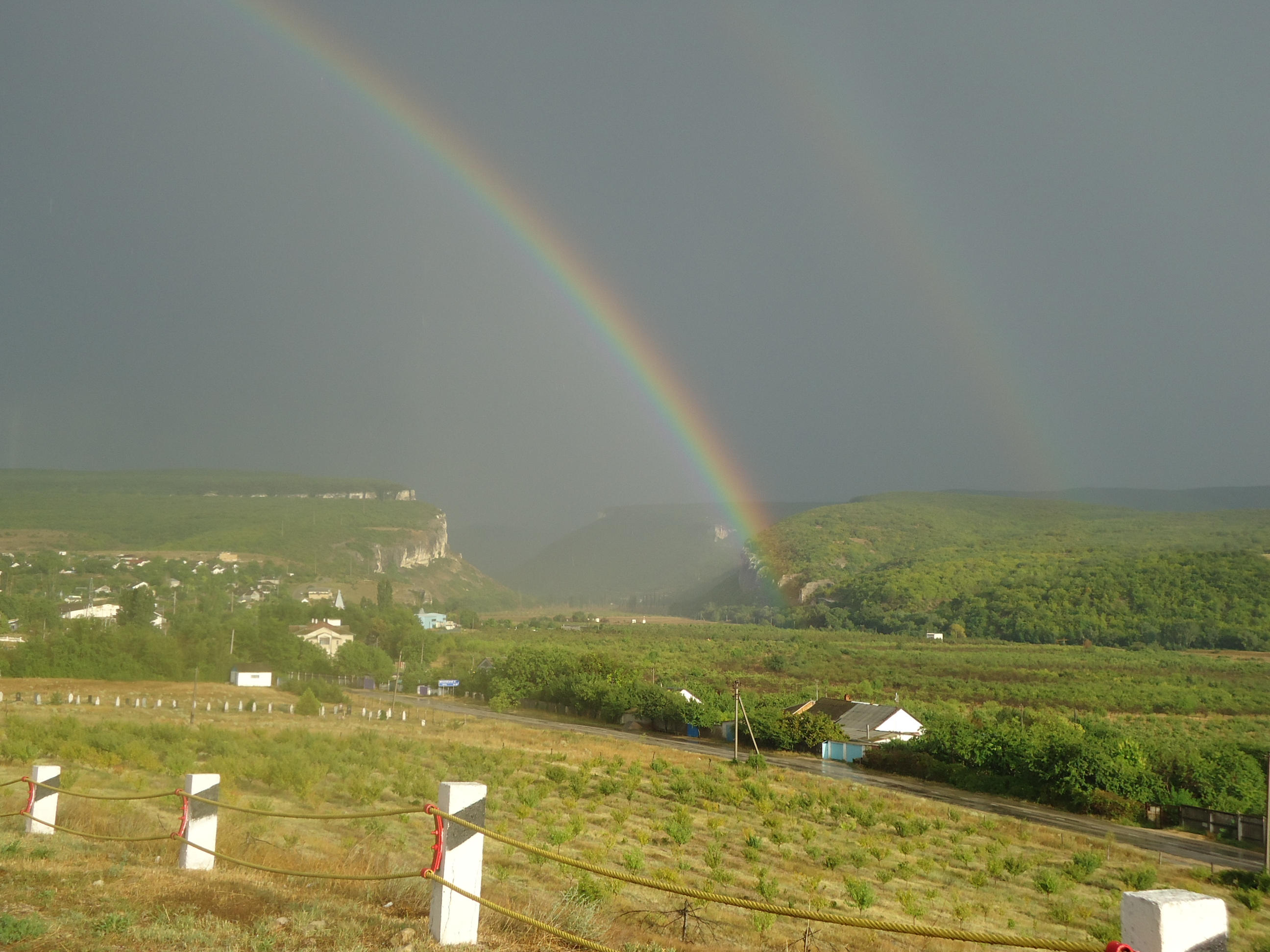
Радуга над селом
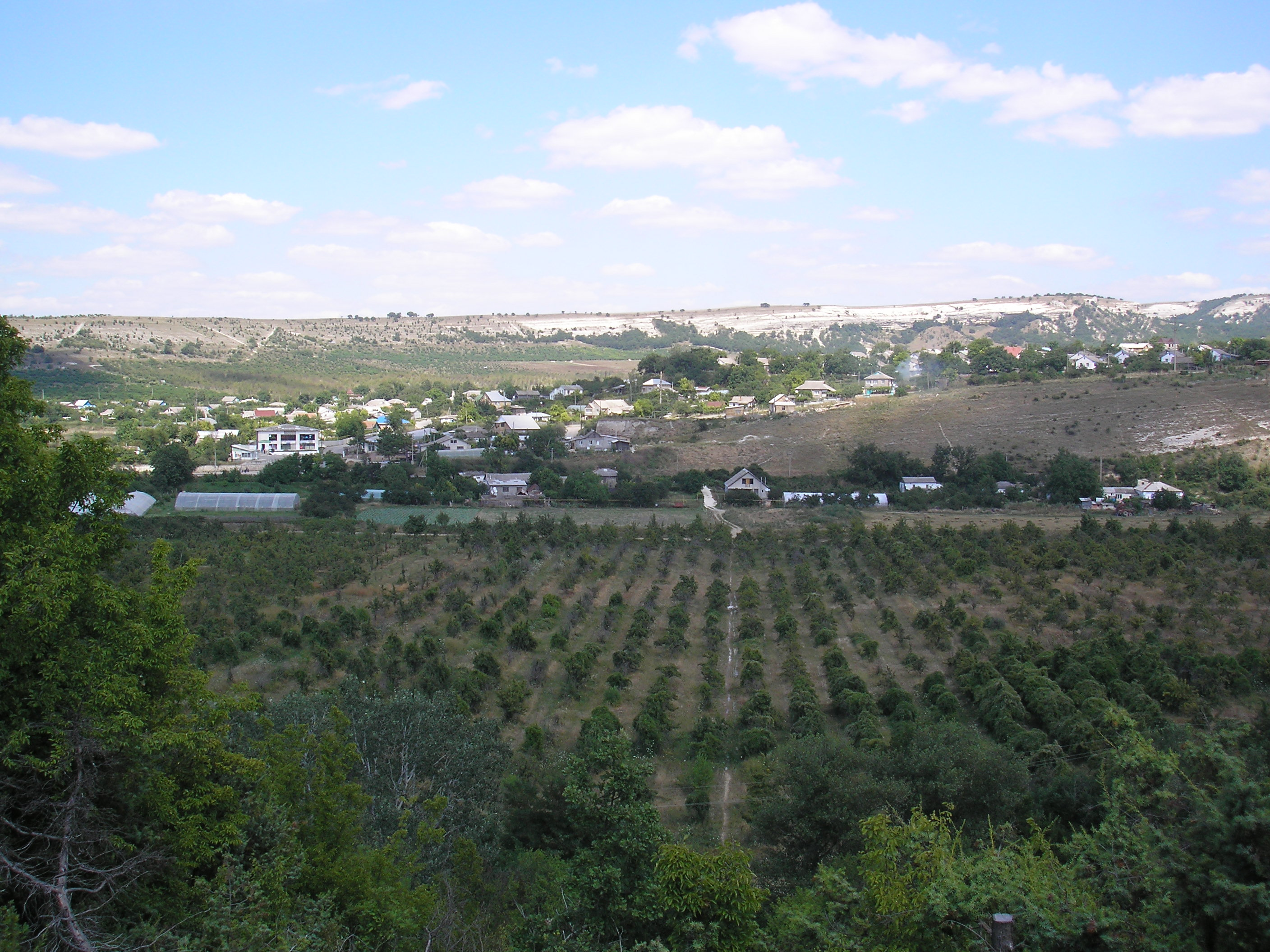
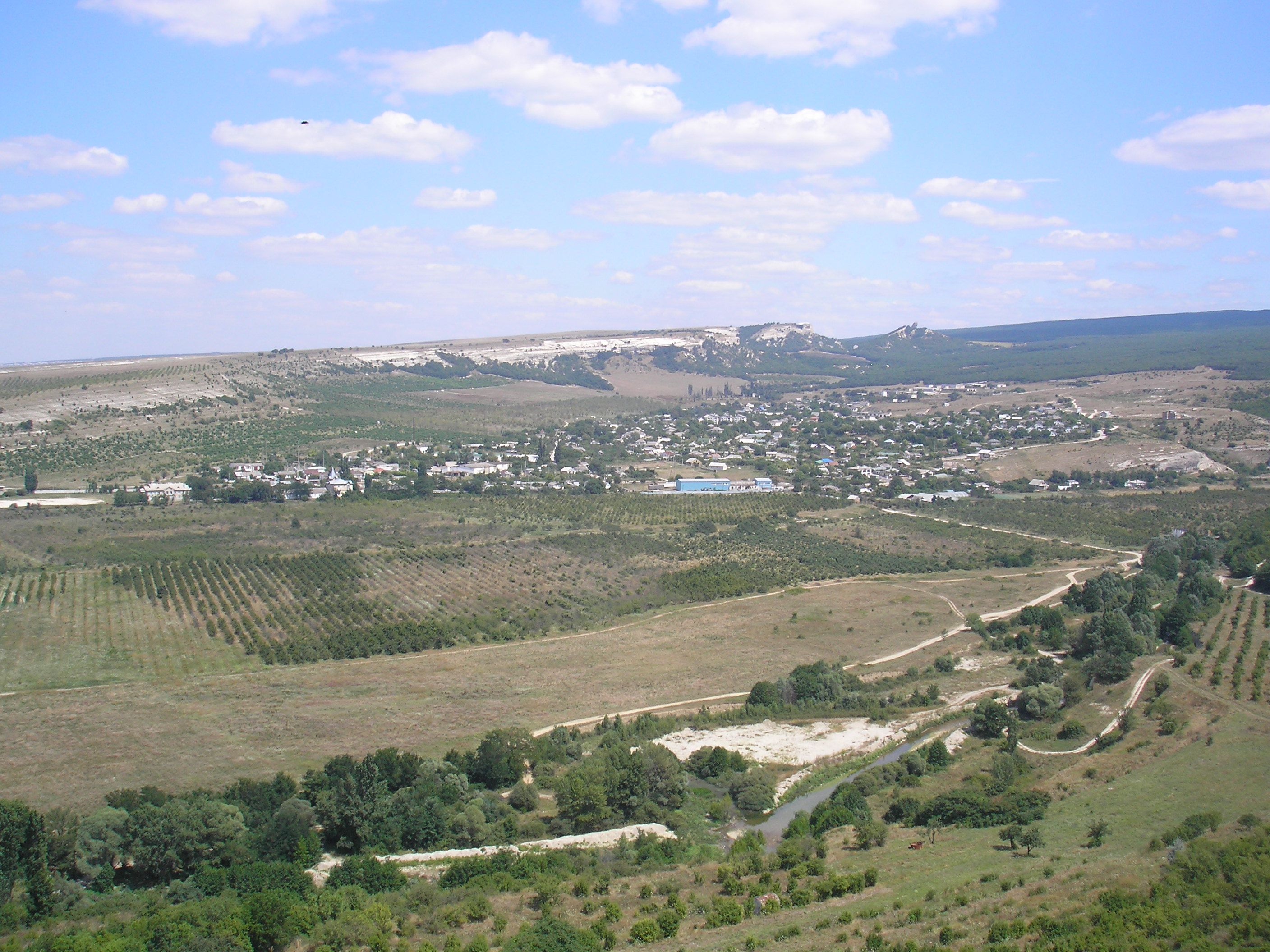

 Документальное упоминание селения встречается в «Османском реестре земельных владений Южного Крыма 1680-х годов», согласно которому в 1686 году (1097 год хиджры) Бюйюк Сюрен входил в Мангупский кадылык эялета Кефе. Всего упомянуто 33 землевладельца, из которых 3 иноверца, владевших 627,5 дёнюмами земли. После обретением ханством независимости по Кючук-Кайнарджийскому мирному договору 1774 года «повелительным актом» Шагин-Гирея 1775 года селение было включено в Крымское ханство в состав Бакчи-сарайского каймаканства Мангупскаго кадылыка, что зафиксировано и в Камеральном описании Крыма 1784 года (как деревня Бьюк Сюурен). К этому времени, судя по «Ведомости о выведенных из Крыма в Приазовье христианах» А. В. Суворова от 18 сентября 1778 года, греков-христиан в деревне не осталось.

### В составе России
После присоединения Крыма к России (8) 19 апреля 1783 года, (8) 19 февраля 1784 года, именным указом Екатерины II сенату, на территории бывшего Крымского Ханства была образована Таврическая область и Биюк-Сюрень была приписана к Симферопольскому уезду. После Павловских реформ, с 12 декабря 1796 года по 1802 год, входила в Акмечетский уезд Новороссийской губернии. По новому административному делению, после создания 8 (20) октября 1802 года Таврической губернии, Биюк-Сюрень был включён в состав Чоргунской волости Симферопольского уезда.

По Ведомости о всех селениях в Симферопольском уезде состоящих с показанием в которой волости сколько числом дворов и душ… от 9 октября 1805 года, в селении насчитывалось 15 дворов, в которых проживало 148 татар, а окрестные земли принадлежали генерал-майору И. П. Говорову, до него владельцем был адмирал О. М. Де-Рибас,.позднее принадлежали его сыну и внуку Н. А. Говорову — 1 185 десятин (в основном лес и неудобья — виноградника 30, садов 50 и пашни 160 десятин), по военно-топографической карте генерал-майора Мухина 1817 года дворов было 24.
 После реформы волостного деления 1829 года Биюк Суирен, согласно «Ведомости о казённых волостях Таврической губернии 1829 года», включили в состав Дуванкойской волости (преобразованной из Чоргунской). Шарль Монтандон в своём «Путеводителе путешественника по Крыму, украшенный картами, планами, видами и виньетами…» 1833 года описал Сюрень
эта деревня, расположенная с правой стороны реки, бросается в глаза благодаря загородному дому г-на Гл. Говорова, владельца больших площадей окрестной земли и виноградников, которые видны поблизости.
Выше находятся другие дачи…
 На карте 1836 года в деревне 31 двор, как и на карте 1842 года. Во время Крымской войны 1854—1856 годов в имении Говорова Сюйрен размещался госпиталь для раненых из Севастополя, а после оставления Севастополя в августе 1855 года, в русле действий по предотвращению проникновения войск противника во внутренние районы Крыма, у селения были размещены 2 батальона 6-й пехотной дивизии и две роты 3-го стрелкового батальона.
После земской реформы 1860-х годов деревню отнесли к новой Каралезской волости. Согласно «Списку населённых мест Таврической губернии по сведениям 1864 года», составленному по результатам VIII ревизии 1864 года, Биюк-Сюйрень — владельческая татарская и русская деревня, с 17 дворами, 93 жителями и мечетью при реке Бельбеке. По обследованиям профессора А. Н. Козловского начала 1860-х годов, селение обеспечивалось водой из речки и многочисленных родников. На трёхверстовой карте Шуберта 1865—1876 года дворов всего 10. В «Памятной книге Таврической губернии 1889 года», по результатам Х ревизии 1887 года, в деревне числилось 23 двора и 124 жителя, а на подробной карте 1889 года обозначено всего 13 дворов с русско-татарским населением.

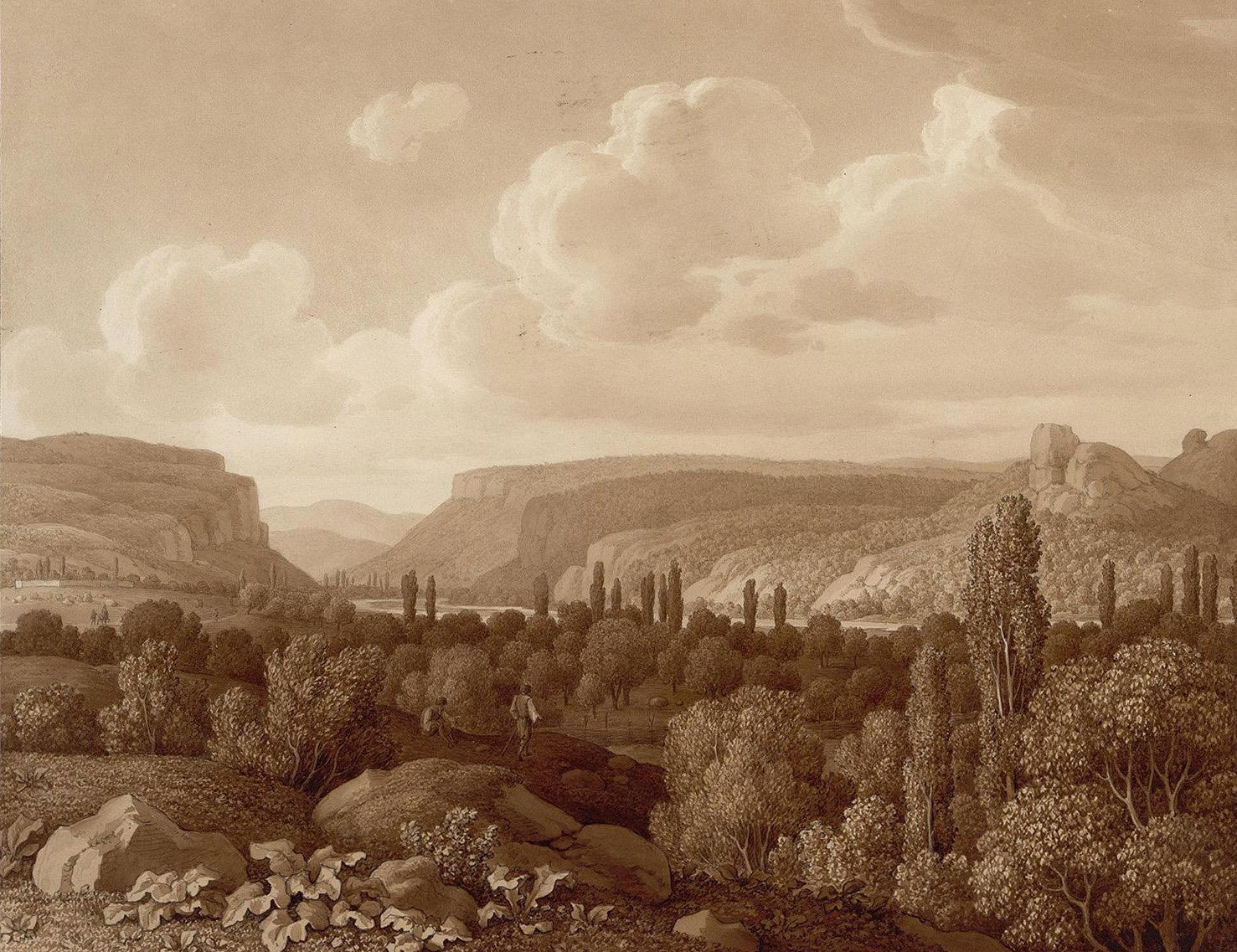
Карл фон Кюгельген. Бельбекская долина. 1804 год.
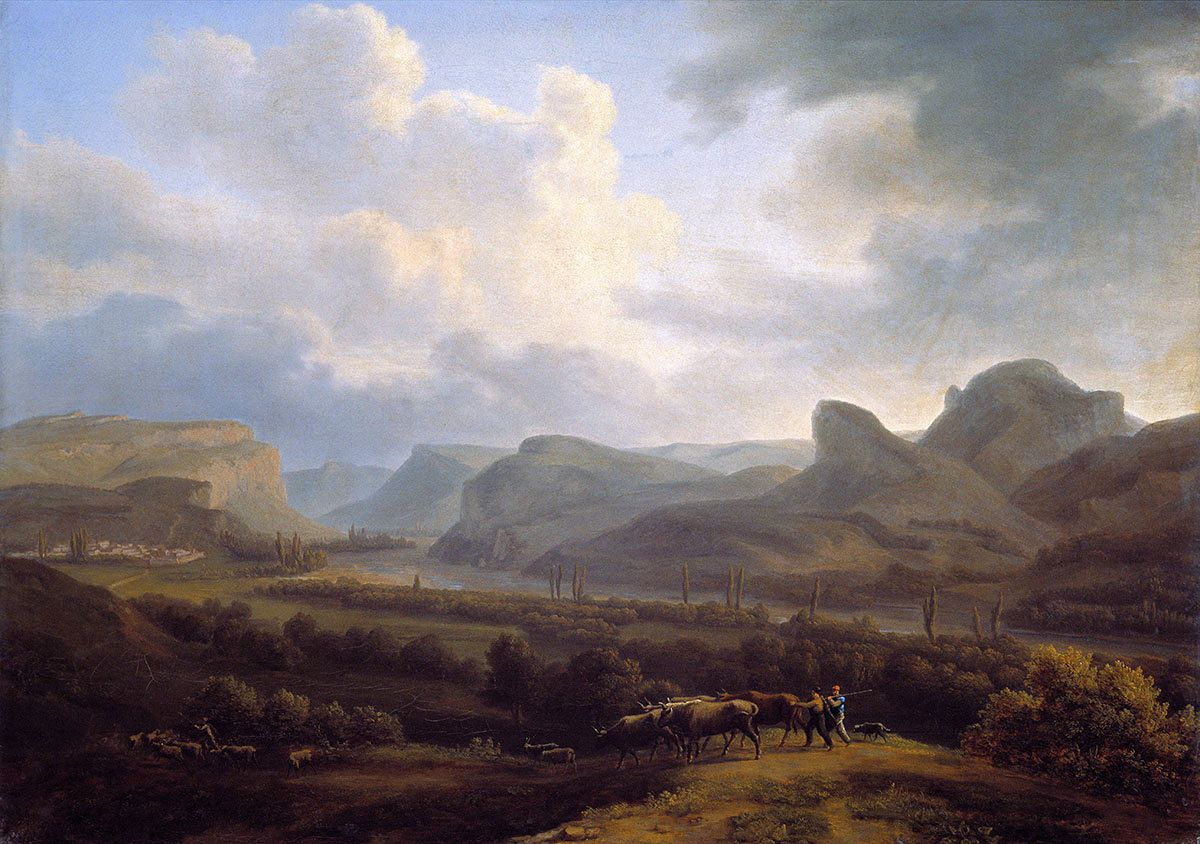
Жак-Кристоф Мивилль. Вид Бельбекской долины. 1818 год.
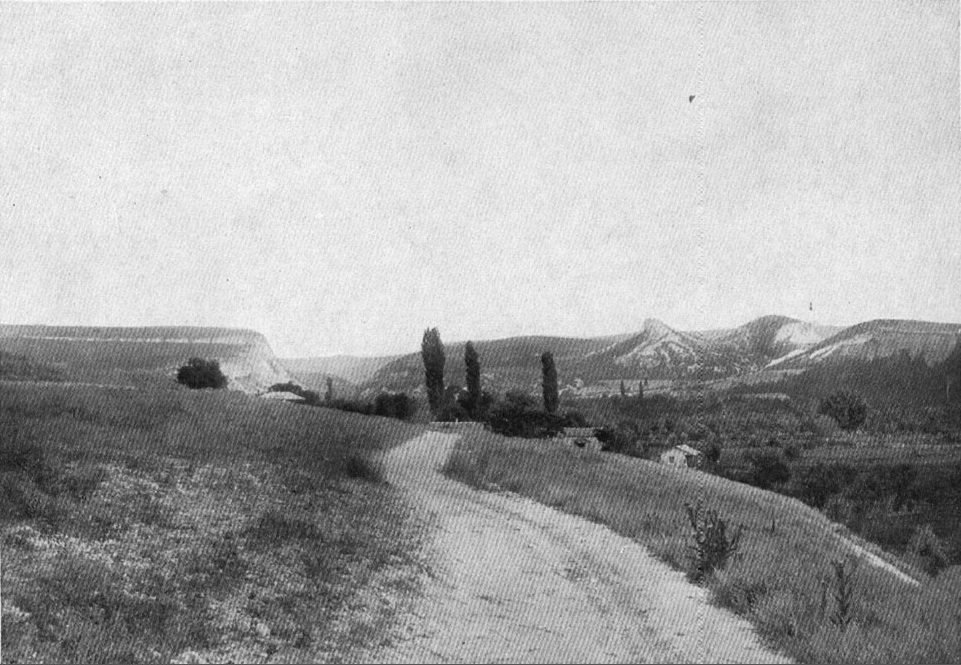
Биюк-Сюйрен, 1910—1915 год.
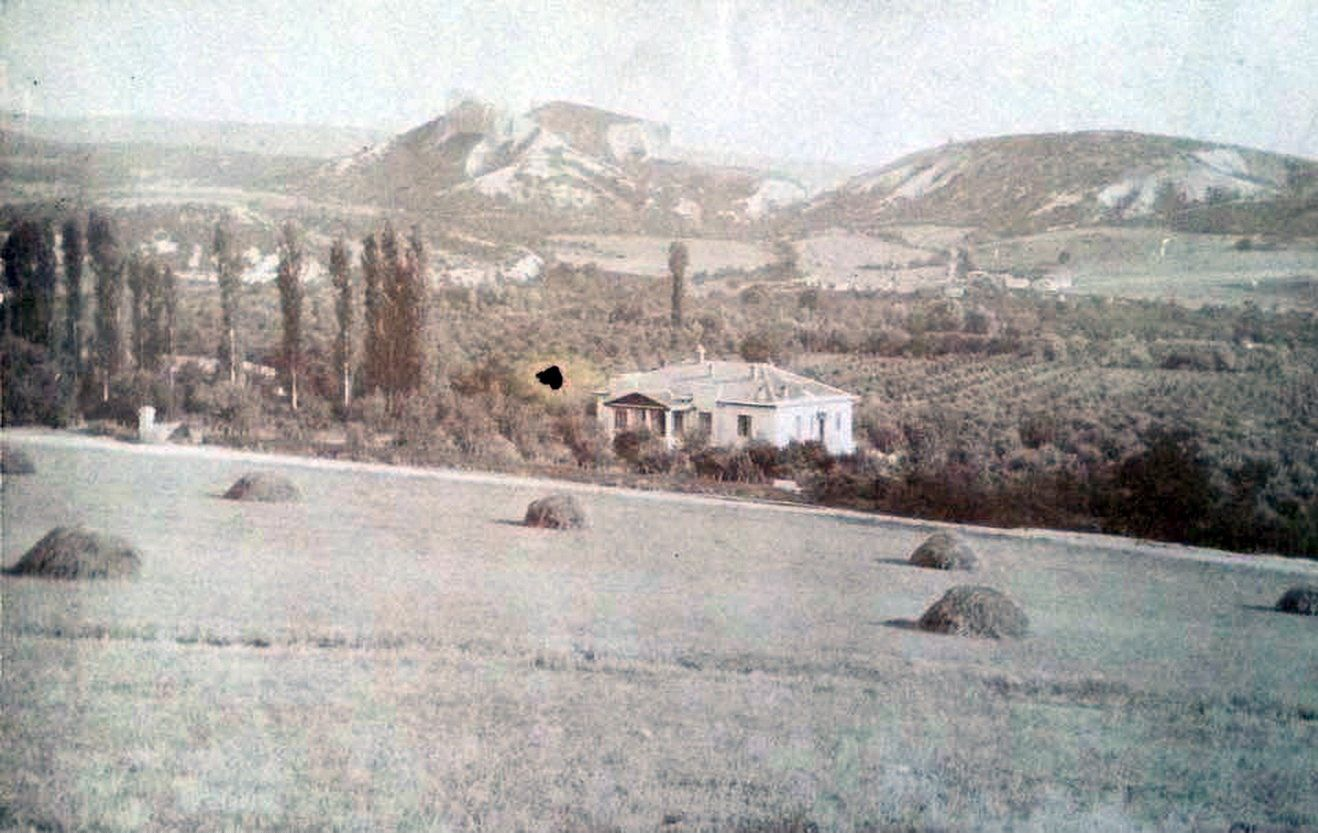
Биюк-Сюйрен, около 1915 года.
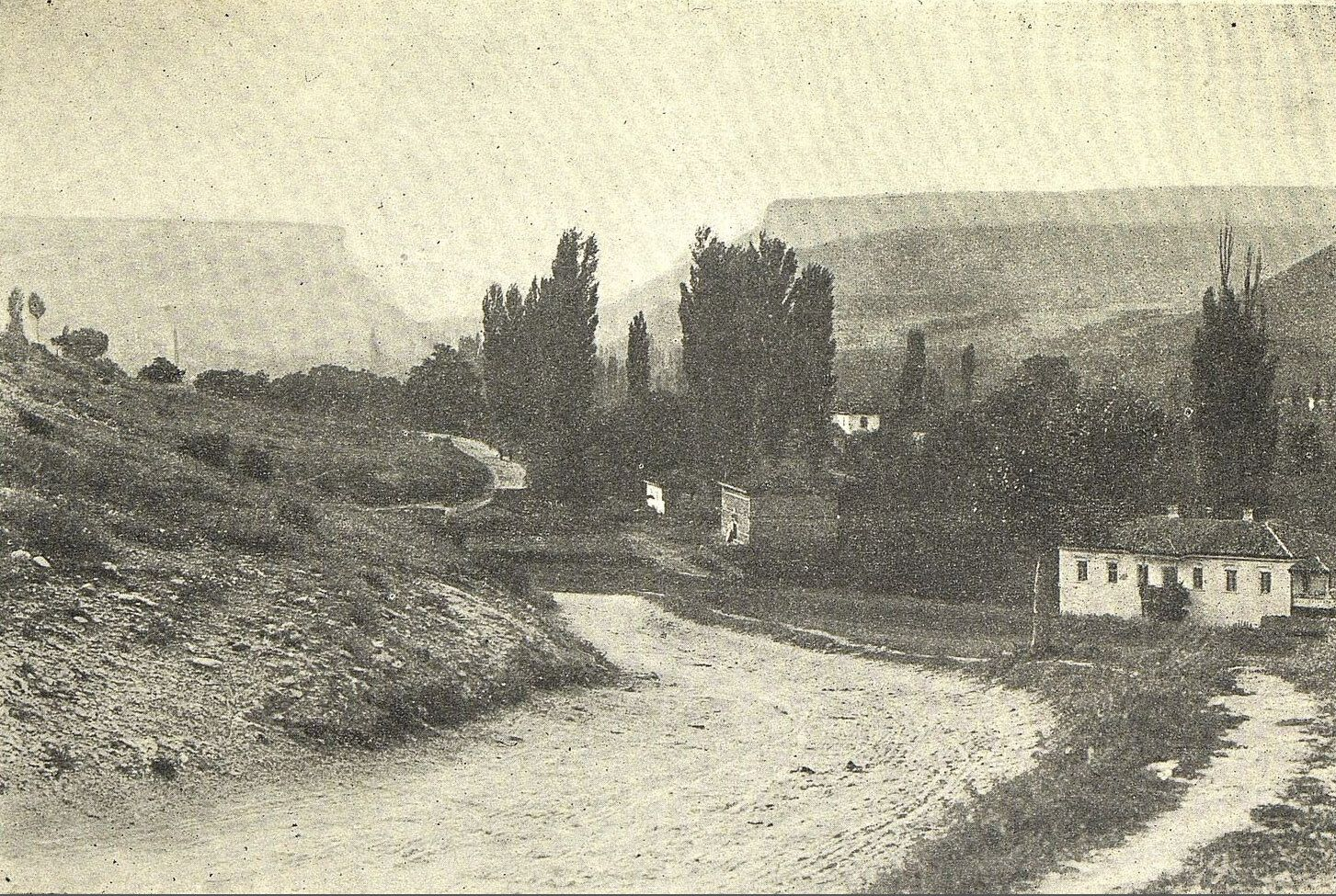
Биюк-Сюйрен, 1922 год.

После земской реформы 1890-х годов деревня осталась в составе преобразованной Каралезской волости. Согласно «…Памятной книжке Таврической губернии на 1892 год», в деревне Биюк-Сюйрень, входившей в Тебертинское сельское общество, числилось 36 жителей в 13 домохозяйствах. 9 домохозяев (21 житель) проживали на частной земле, при этом только
1 домохозяйство владело 1,5 десятинами земли, остальные — безземельные. 4 двора обитало на 3,5 десятинах общинной земли. По «…Памятной книжке Таврической губернии на 1902 год» в деревне Биюк-Сюйрень, входившей в Тебертинское сельское общество, числилось также 36 жителей, но в 8 домохозяйствах. Видимо, малое количество населения было одной из причин распродажи имения наследниками Говорова в середине XIX — начале XX века под дачи мелкими участками. От имения сохранился комплекс зданий на окраине (дача г. Топалова), до сего дня используемый под образовательные учреждения. В 1913 году в деревне велось строительство нового здания мектеба. На 1914 год в селении действовала земская школа. По Статистическому справочнику Таврической губернии. Ч.II-я. Статистический очерк, выпуск шестой Симферопольский уезд, 1915 год, в деревне Биюк-Сюйрень Каралезской волости Симферопольского уезда, числилось 5 дворов со смешанным населением в количестве 79 человек приписных жителей и 9 — «посторонних», без земли. В хозяйствах имелось 55 лошадей, 34 волов, 20 коров, 40 телят и жеребят и 4 головы мелкого скота и приписанные к ней экономия Сеферова и 25 частных садов. На 1917 год в селении действовал фельдшерский пункт.

### Новое время
После установления в Крыму Советской власти, по постановлению Крымревкома от 8 января 1921 года была упразднена волостная система и село вошло в состав Бахчисарайского района Симферопольского уезда (округа), а в 1922 году уезды получили название округов. 11 октября 1923 года, согласно постановлению ВЦИК, в административное деление Крымской АССР были внесены изменения, в результате которых был создан Бахчисарайский район и село включили в его состав. Согласно Списку населённых пунктов Крымской АССР по Всесоюзной переписи 17 декабря 1926 года, в селе Биюк-Сюрень, центре Биюк-Сюреньского сельсовета Бахчисарайского района, имелось 87 дворов, из них 72 крестьянских, население составляло 401 человек (186 мужчин и 215 женщин). В национальном отношении учтено: 188 русских, 176 татар, 16 греков, 11 евреев, 4 белоруса, 2 немца, и ещё 4 записаны в графе «прочие», действовала русско-татарская школа. В 1935 году был создан новый Фотисальский район, в том же году (по просьбе жителей), переименованный Куйбышевский, которому переподчинили село. По данным всесоюзной переписи населения 1939 года в селе проживало 598 человек. В селе рос старейший и самый большой дуб России, Говоровский дуб, который срубили в 1922 году.
После освобождения Крыма, 18 мая 1944 года, согласно Постановлению ГКО № 5859 от 11 мая 1944 года, крымские татары, составлявшие к тому времени около половины населения села, были депортированы в Среднюю Азию. На май того года в селе учтено 583 жителя (157 семей), из них 421 человек крымских татар и 162 русских; было принято на учёт 50 домов спецпереселенцев. 12 августа 1944 года было принято постановление № ГОКО-6372с «О переселении колхозников в районы Крыма», по которому в район из сёл УССР планировалось переселить 9000 колхозников и в сентябре 1944 года в район приехали первые новоселы (2349 семей) из различных областей Украины, а в начале 1950-х годов, также с Украины, последовала вторая волна переселенцев. 21 августа 1945 года село Биюк-Сюрень было переименовано в Танковое, а Биюк-Сюреньский сельсовет соответственно в Танковский. С 25 июня 1946 года Танковое в составе Крымской области РСФСР. 26 апреля 1954 года Крымская область была передана из состава РСФСР в состав УССР. В 1962 году указом Президиума Верховного Совета УССР «Об укрупнении сельских районов Крымской области», от 30 декабря 1962 года Куйбышевский район, в который входило село, присоединили к Бахчисарайскому. Время упразднения сельсовета пока не установлено: на 15 июня 1960 года село уже числилось в составе Куйбышевского. По данным переписи 1989 года в селе проживало 1490 человек. С 12 февраля 1991 года село в восстановленной Крымской АССР, 26 февраля 1992 года переименованной в Автономную Республику Крым. С 21 марта 2014 года в составе Крыма вошедшего в состав России .

### Известные уроженцы
- Валентин Ходырев — Герой Советского Союза.